# Miloš Josović
Miloš Josović (...) è un ex giocatore di football americano serbo, che ha giocato nel ruolo di linebacker.